# Acanthopagrus schlegelii
Acanthopagrus schlegelii är en fiskart som först beskrevs av Bleeker, 1854.  Acanthopagrus schlegelii ingår i släktet Acanthopagrus och familjen havsrudefiskar.

## Underarter
Arten delas in i följande underarter:
- A. s. czerskii
- A. s. schlegelii

## Bildgalleri

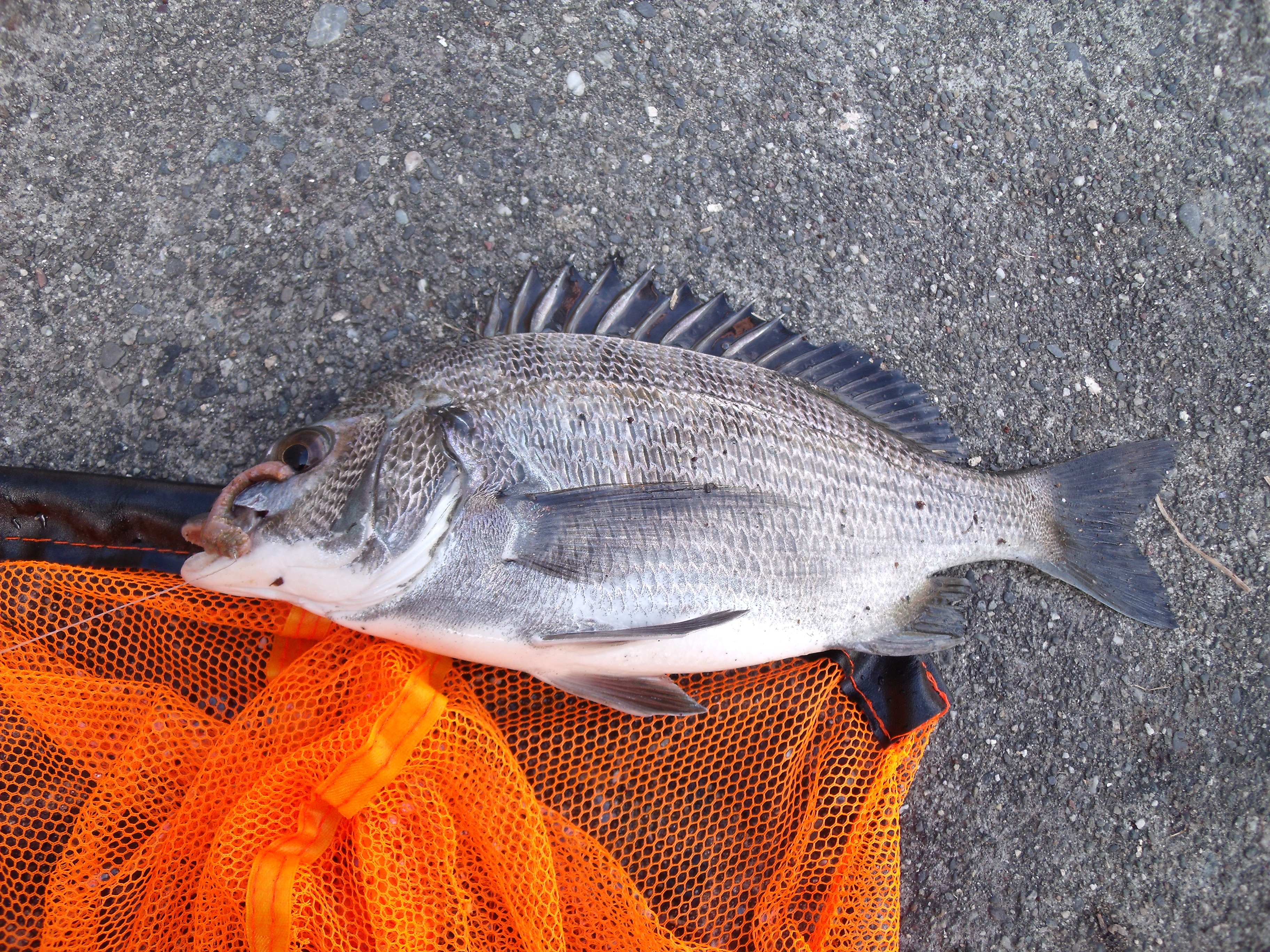
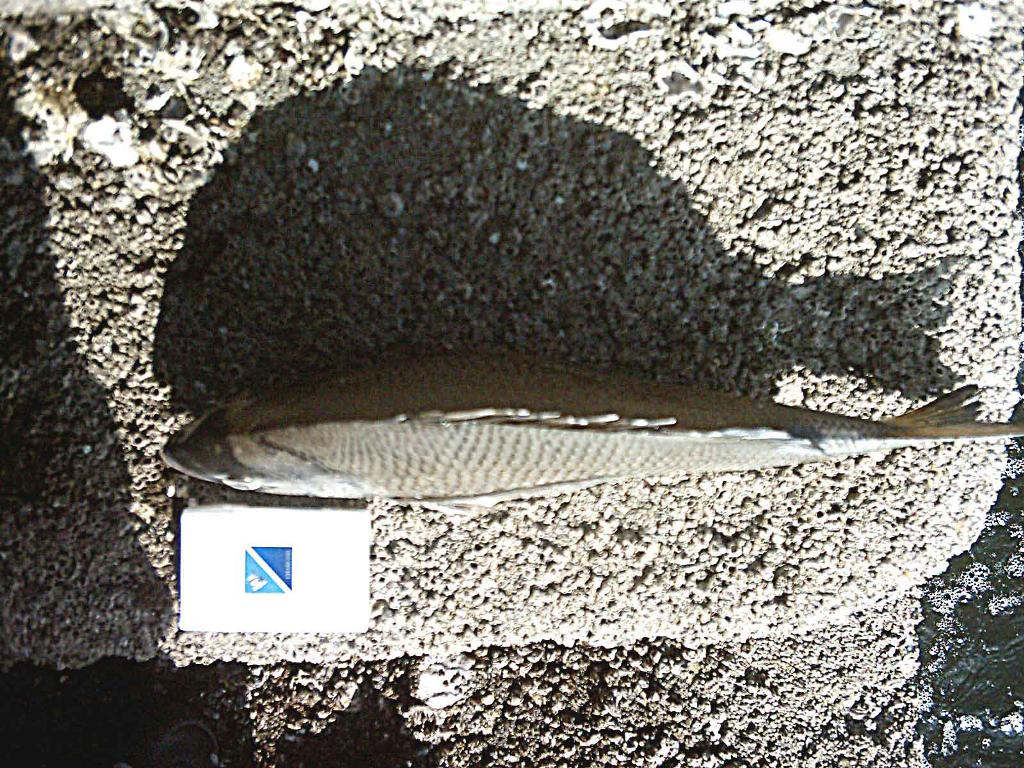
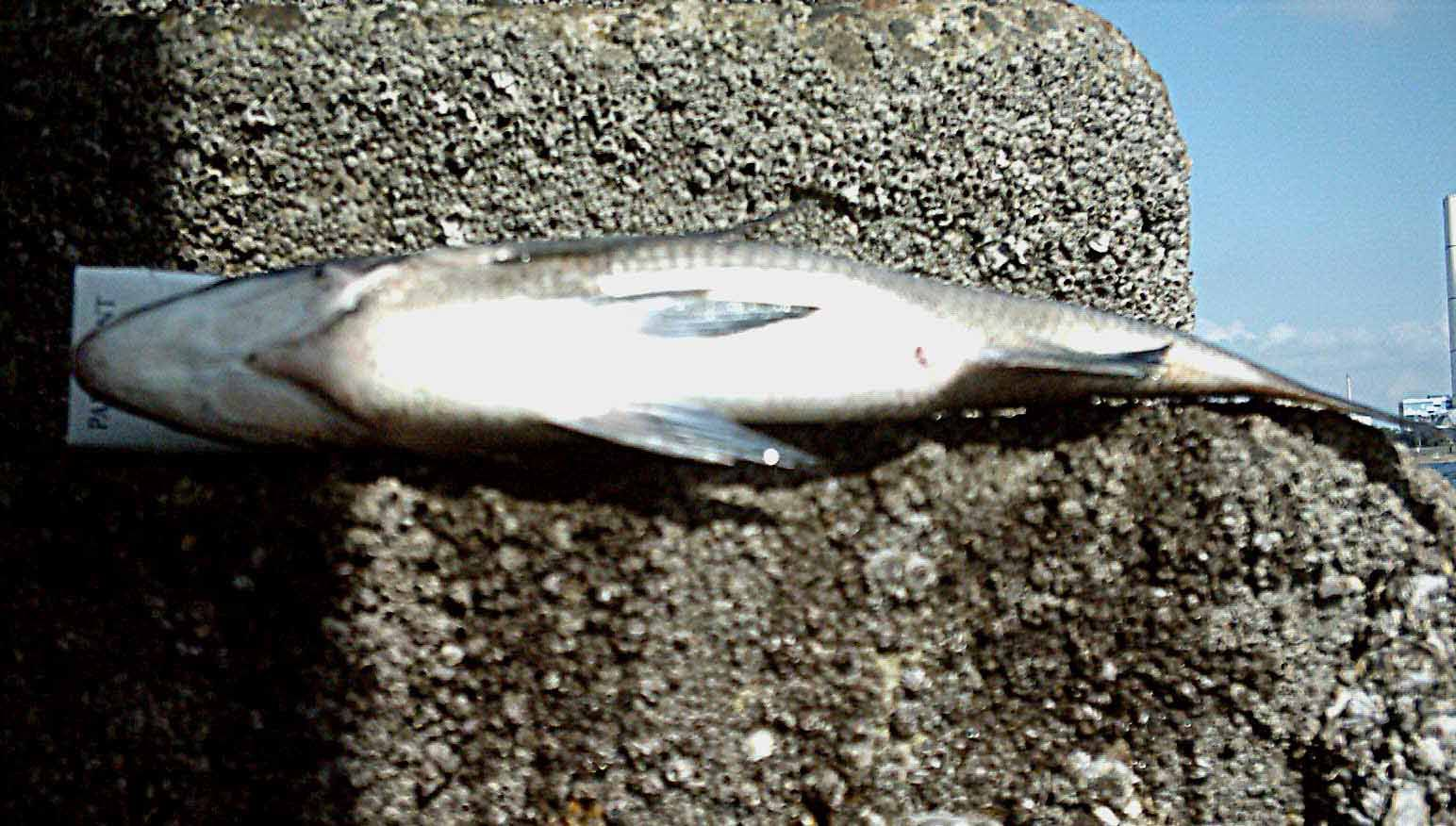
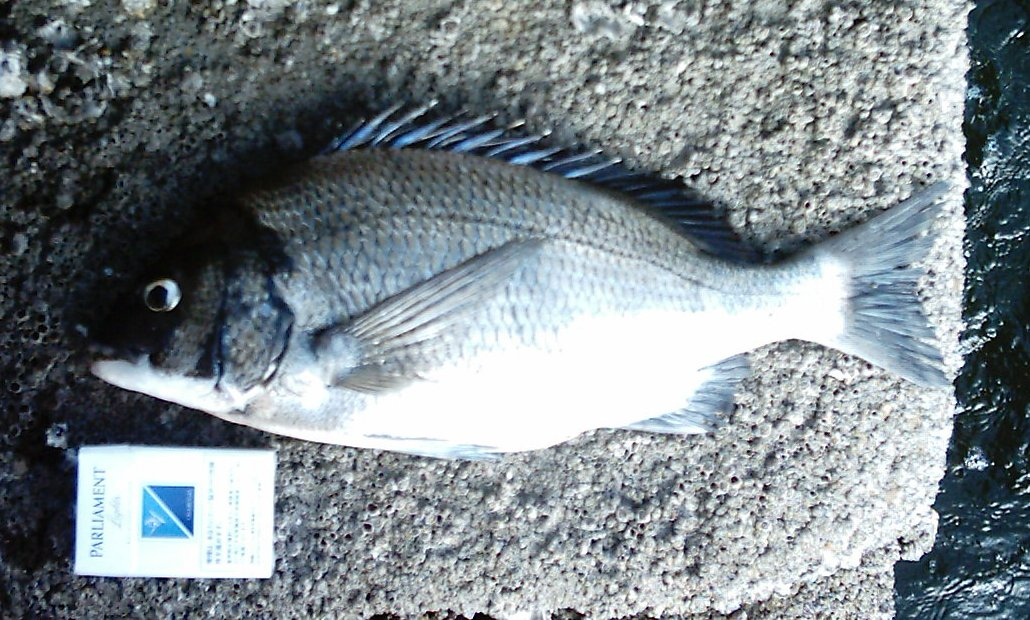
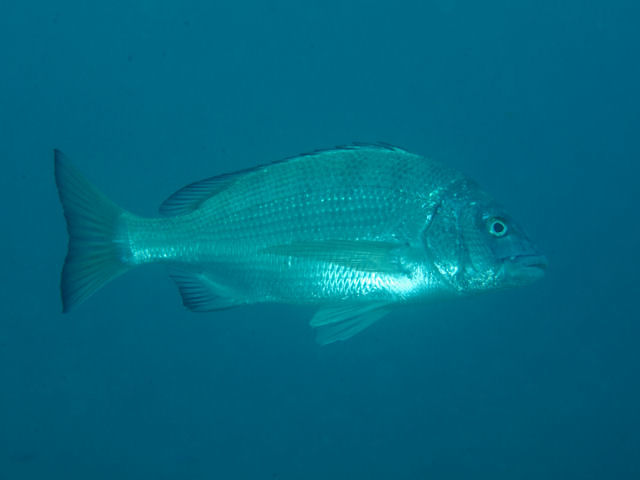